# Wakanda
Wakanda  oficialmente el Reino de Wakanda, es un país ficticio que aparece en los cómics estadounidenses publicados por Marvel Comics.Creado por Stan Lee y Jack Kirby, el país apareció por primera vez en Fantastic Four #52 (julio de 1966).Wakanda se encuentra en África subsahariana y se ha representado como si estuviera en África Oriental.Es el hogar del superhéroe Pantera Negra.
Wakanda ha aparecido en cómics y varias adaptaciones, incluidas las películas del Universo cinematográfico de Marvel Capitán América: Civil War (2016), Pantera Negra (2018), Avengers: Infinity War (2018), Avengers: Endgame (2019) y Black Panther: Wakanda Forever (2022), donde se la representa como la nación tecnológicamente más avanzada de la Tierra.

## Nombre
Hay varias teorías para el nombre de Wakanda. El nombre puede estar inspirado en el dios Siouan llamado Wakanda, Wakonda, Waconda o Wakandas. Otro origen puede ser la tribu africana ficticia de la novela de Edgar Rice Burroughs, The Man-Eater, escrita en 1915 pero publicada póstumamente en 1957. Otras dos versiones pueden ser las palabras Kenyan, tribu Kamba, Akamba o Wakamba, o la palabra "kanda", que significa "familia" en el idioma kikongo.

## Idioma
En los cómics, Wakanda tiene tres idiomas oficiales: Wakandiano, Yoruba y Hausa. En Marvel Cinematic Universe, los personajes de Wakanda están representados hablando el idioma xhosa del sudeste de África. La tribu Jabari se representa hablando un dialecto similar al igbo de Nigeria.

## Ubicación
Wakanda se encuentra en el este de África, aunque su ubicación exacta ha variado a lo largo de la historia: algunas fuentes sitúan a Wakanda al norte de Tanzania, mientras que otros, como Marvel Atlas #2, lo muestran en el extremo norte del lago Turkana, entre Sudán del Sur, Uganda, Kenia y Etiopía (y rodeado de países ficticios como Azania, Canaán y Narobia). En el universo cinematográfico de Marvel (Black Panther), los mapas en pantalla utilizan la ubicación que se encuentra en Marvel Atlas # 2. En cuentos recientes del escritor Ta-Nehisi Coates, Wakanda se encuentra en el lago Victoria, cerca de las naciones ficticias de Mohannda, Canaan, Azania y Niganda.
En la película Black Panther de 2018, el director Ryan Coogler declaró que su representación de Wakanda estaba inspirada en el reino de Lesoto, ubicado dentro de Sudáfrica.

## Historia
Antes de la aparición de la nación de Wakanda, seres místicos conocidos como Originadores habitaba la región. Los Originadores estaban compuestos por diferentes razas: Anansi (como una araña), Vanyan (como un mono), Creeping Doom (insectoide), Ibeji (humanoides de dos cabezas) e Hijos de Olokun (criaturas marinas).
Los originadores fueron expulsados por los orishas, el panteón de divinidades de Wakanda, compuesto por Tot, Ptah, Mujaji, Kokou y Bast, la Diosa Pantera. La línea real de Wakanda comenzó con Olumo Bashenga, un antiguo Wakanda.
Hace eones, durante la Primera Blasfemia, Khonshu intenta vengar a un prisionero que fue asesinado por Varnae solo para que Bast le dijera a Khonshu que detuviera su mano. Varnae, quien robó Vibranium de los Fuegos de Ptah y planeó ascender a la divinidad. Esto atrajo la atención de Khonshu, quien se reunió con Bast, Eshu, Gherke y Ptah durante el sueño de Ra. Quiere que los dioses de los reinos circundantes sean conscientes antes de tomar represalias. Obtiene su apoyo junto con el apoyo de Kokou el Siempre Ardiente. En un pasado lejano, Bast y Gherke lideran las Enéadas y los Orishas contra las fuerzas de Varnae. Kokou se enfrenta a Varnae en su templo. Los prisioneros son evacuados mientras Bast ordena a las panteras negras que lleven a los prisioneros al oeste y esperen la noticia de la victoria.
Bashenga fue el primer rey de la nación unificada de Wakanda además del primer Pantera Negra, hace unos 10 000 años.
En un pasado lejano, Wakanda fue impactada por la caída de un meteorito compuesto por el misterioso mineral llamado vibranium, capaz de absorber el sonido y las vibraciones, el cual fue descubierto una generación antes de los acontecimientos del golpe de Estado. T'Challa, el actual Pantera Negra, es el hijo del rey T'Chaka, Pantera Negra antes de él y descendiente del rey Bashenga. Al percatarse que otros intentarían manipular y dominar Wakanda para obtener este mineral escaso y valioso, T'Chaka decidió cerrar las fronteras de su país al resto del mundo. El valioso vibranium se vende en el extranjero en pequeñas cantidades, enviado subrepticiamente a los mejores especialistas del país para estudiar en el extranjero, lo cual ha posicionado a Wakanda como una de las naciones más avanzadas tecnológicamente en el mundo. Sin embargo, el explorador Ulysses Klaw encuentra un camino a Wakanda, ocultando su trabajo en un arma sónica de propulsión basada en el vibranium. Cuando es descubierto, Klaw mata a T'Chaka solo para ver su "Sound Blaster" vuelto contra él en un duelo con el entonces adolescente T'Challa. La mano derecha de Klaw se destruye, y él y sus hombres huyen.
Wakanda tiene una tasa inusualmente alta de mutación producida por las peligrosas propiedades mutagénicas del montículo de Vibranium. Un gran número de mutantes de Wakanda están trabajando para Erik Killmonger.
La radiación del vibranium ha impregnado gran parte de la flora y la fauna de Wakanda, incluyendo la hierba en forma de corazón comido por los miembros del Culto de la Pantera Negra (aunque T'Challa permitió una vez a Spider-Man morir para comerlo, con la esperanza de que ayudaría a lidiar con su enfermedad actual) y la carne del gorila blanco que es consumida por los miembros del Culto Gorila Blanco.
En el 2008, la historia "Secret Invasion" narra cómo las fuerzas Skrull dirigidas por el comandante K'vvvr, invadieron Wakanda y se enfrentaron a Pantera Negra y sus soldados. Ambos lados realizan esfuerzos tecnológicos, pero se ven obligados a luchar con espadas y lanzas. Las fuerzas de Wakanda usan máscaras pantera voluntariamente; esto evita que los Skrulls centren su ataque en su líder, Pantera Negra. A pesar de sus pérdidas, los Wakandas derrotan a los Skrulls. Matan a todos y cada uno de ellos, incluyendo a K'vvvr, y envían su nave de vuelta ocupada por los cuerpos de los skrulls. Una advertencia contra la invasión de Wakanda se deja escrita en la pared del centro de control de la nave.
Entre tanto bajo el poder cósmico de la Fuerza Fénix, Namor ataca Wakanda para ocultar a Los Vengadores y destruye gran parte del país con una ola. Después de este ataque se prohíbe la estadía de mutantes en Wakanda, según lo declarado por Pantera Negra, y su gente ataca a algunos estudiantes de Jean Grey, quienes apenas huyen con la ayuda de Tormenta.

### Base tecnológica
Debido a su política aislacionista frente a la comunidad internacional, la tecnología de Wakanda hasta hace poco se ha desarrollado de forma totalmente independiente de la del resto del mundo. Por esto los diseños y metodologías son diferentes y a menudo incompatibles con equipo convencional. En todo caso Wakanda es el país tecnológicamente más avanzado del mundo. Por ejemplo, la tecnología informática de Wakanda es mucho más potente que la del resto del mundo, y es completamente inmune a los ataques piratas del exterior, ya que su electrónica no se basa en binarios. Sin embargo, puede emular el comportamiento de este tipo de productos electrónicos con eficiencias mejoradas enormemente, lo que le permite a Wakanda piratear fácilmente a casi cualquier sistema convencional. El Vibranium se utiliza liberalmente en la tecnología Wakanda, pero la reciente destrucción de todo el Vibranium ha obligado a realizar rediseños a gran escala.

## Cultos de Wakanda
Wakanda contiene una serie de cultos religiosos que se originan en varios lugares de África, el Panteón de Wakanda se conoce como orishas, orisha es una palabra yoruba que significa espíritu o deidad, Bast la Diosa Pantera, Tot, dios de la luna y la sabiduría y Ptah, el Modelador son deidades heliopolitanas, que abandonaron el antiguo Egipto en la época de los faraones, Kokou es un orisha guerrero de Benín, Mujaji es una diosa de la lluvia del Pueblo Lobedu de Sudáfrica. Otras deidades son adoradas en Wakanda, como Sejmet y Sobek, otras deidades helipolitanas y los dioses gorilas Ghekre y Ngi, adorados por la tribu Jabari.

### Culto de la Pantera
Bast, basada en Bastet, la antigua deidad egipcia, es la deidad primaria de Wakanda. Después de que cayó el meteoro de vibranium,varios wakandas fueron dolorosamente mutados en "espíritus de demonios" y comenzaron a atacar a sus compañeros wakandas. El antepasado de T'Challa, Bashenga, se convirtió en el primera Pantera Negra y cerró el montículo de vibranium a los de afuera, formando una orden religiosa que protegía el montículo, y luchó para evitar que los "espíritus de demonios" se propaguen en todo el reino. La Pantera Negra es un título ceremonial y religioso dado al jefe de la tribu Pantera. Como parte de las ceremonias del culto, un elegido Pantera Negra tiene derecho al uso de una hierba en forma de corazón. La hierba mejora las características físicas de la persona que lo consume a niveles casi sobrehumanos, similar al suero del súper soldado.

### Culto del Gorila Blanco
La tribu que se convertiría en Jabari adoraba lo dios gorilla Ngi, quien fue el responsable de la creación de Hombre Gorila. Ngi se basa en la divinidad en la deidad Yaundé del mismo nombre.
Hoy la tribu Jabari adora al dios gorila Ghekre, basado en la deidad Baoulé del mismo nombre. Wakanda evolucionó de una sociedad de cazadores-guerreros, y fue gobernado tradicionalmente por su mejor guerrero. El dominante del Culto de la Pantera Negra prohibió al Culto del Gorila Blanco, rival en Wakanda. M'Baku (Hombre-Mono) de la tribu Jabari, es uno de los más grandes guerreros de Wakanda, en segundo lugar solamente a T'Challa, el mismo Pantera Negra. Mientras T'Challa, el rey de Wakanda, está en una licencia de varios meses de ausencia en Wakanda, el ambicioso M'Baku, traza de usurpar el trono. M'Baku se burla de los edictos de T'Challa y revive el Culto del Gorila Blanco, matando a uno de los gorilas blancos raros que viven cerca en las selvas de Wakanda. M'Baku se baña en la sangre del gorila y come su carne, que "místicamente" confiere gran fuerza del gorila en M'Baku. Trata de derrotar a T'Challa en combate, con la esperanza de apoderarse del país, pero es golpeado y expulsado de Wakanda. Según la película de 2018, el culto del gorila blanco, conocido en la película como Jabari (o la tribu de la montaña), veneran al dios mono Hanuman.

### Culto del León
Sekhmet, la diosa león, basada en la deidad del mismo nombre, podría poseer cualquier forma de adoradores humanos o los cuerpos de los santificados y se sacrificaron por sus fieles, que transforma estos temas en los avatares humanos de sí mismo. Tiene una serie de otras potencias, algunas de las cuales se ha demostrado. Sekhmet podría crecer en tamaño, moverse a velocidades rápidas, teletransportarse a sí misma y a los demás, y alterar su densidad específica. La diosa león poseía una fuerza sobrehumana y durabilidad, y era inmortal. Ella puede manipular las mentes de la poca fuerza de voluntad.
Poco se sabe de la historia de la diosa león, al parecer, ella había perdido a muchos fieles en los últimos años al culto del Dios Pantera, a pesar del hecho de que Sekhmet manifiesta físicamente ante sus seguidores, y el Dios de la pantera, solo aparece a sus sacerdotes.
En el 2016 Marvel Cinematic Universe, la película Capitán América: Civil War, T'Challa explica: "En mi cultura, la muerte no es el final Es más de un paso a paso - desde el punto. Extiendes la mano con ambas manos, y Bast y Sekhmet, te llevan al veld verde donde puedes correr para siempre".

### Culto del Cocodrilo
Sobek el dios cocodrilo parece ser un antiguo y un tanto olvidado deidad en Wakanda.

## En otros medios

### Televisión

#### Animación
- Wakanda aparece en 1994 en la serie animada de los Cuatro Fantásticos, en el episodio "Presa de la Pantera Negra". La Pantera Negra atrae a los Cuatro Fantásticos a Wakanda con el fin de ponerlos a prueba y ver si eran lo suficientemente dignos para ayudar en la lucha contra Klaw.
- T'Challa aparece en la serie Iron Man: Armored Adventures, en el episodio "Presa de la Pantera".
- Wakanda aparece en la serie de televisión Pantera Negra, Al igual que en los cómics, Klaw mató a T'Chaka, con el resultado de que el joven T'Challa se convierta en el rey y el nuevo Pantera Negra. Más tarde, Klaw decide invadir Wakanda y logra reunir a Juggernaut, Batroc el Saltador, Cannibal, el segundo Hombre Radiactivo y el Vaticano Caballero Negro para ayudarle con sus planes.
- Wakanda aparece en Los Vengadores: los héroes más poderosos de la Tierra, en el episodio corto "Bienvenido a Wakanda". Man-Ape desafía a T'Chaka por el trono de Wakanda y logra derrotarlo con un poco de ayuda no prevista por Klaw, que termina en la muerte de T'Chaka a causa de sus heridas. Tras la muerte de T'Chaka, Man-Ape y Klaw esclavizan a los wakandas y consiguen el control de las minas de vibranium. Esto hace que T'Challa se convierta en el nuevo Pantera Negra, y a que realice planes para encontrar algunos aliados en la lucha para liberar a Wakanda. En el episodio "La Búsqueda del Pantera", T'Challa pidió a los Vengadores ayuda para recuperar su reino de Man-Ape y Klaw. Después que Man-Ape y Klaw son derrotados, T'Challa le dice a su pueblo que ya no deben permanecer aislados del resto del mundo.
- Wakanda también se verá en Avengers Assemble:
  - En la tercera temporada nombrado, Avengers: Ultron Revolution, episodio 17, "La Furia de la Pantera", al ir los Vengadores al país de Pantera Negra, quien robo el escudo del Capitán América.
  - En la cuarta temporada llamado, Avengers: Secret Wars, episodio "Ladrones", Ant-Man y Pantera Negra viajan a Wakanda para proteger una reliquia escondida de las garras de Helmut Zemo.
  - En la quinta temporada llamado, Avengers: Black Panther Quest, episodio "La Pantera y el Lobo", se revela que algunos de los wakandianos están del lado del Consejo de la Sombra como N'Jadaka, M'Baku, y algunos wakandianos sin nombre, ya sea que sean de alto rango o menos afortunados.

#### Marvel Cinematic Universe
- Wakanda se menciona en la serie de TV Runaways, ambientada en el Universo cinematográfico de Marvel (UCM).[38]
- En The Falcon and the Winter Soldier (2021), Bucky Barnes menciona a Wakanda a su terapeuta como un lugar donde "se sentía tranquilo". La recuperación de Barnes del lavado de cerebro de Hydra en Wakanda con la ayuda de Ayo también se representa en la serie.
- En What If...? (2021), Wakanda se representa en diferentes líneas de tiempo; En el segundo episodio, T'Challa se reúne con su familia en Wakanda después de haber sido secuestrado por error por Yondu Udonta y los Ravagers 20 años antes. Durante los momentos finales del quinto episodio, se muestra a Wakanda, asediado por zombis y liderado por un Thanos zombificado que empuña un Guantelete del Infinito casi completo. En el sexto episodio, Killmonger instiga el conflicto entre Wakanda y Estados Unidos y se convierte en el nuevo Pantera Negra. En el noveno episodio, Shuri lleva a Pepper Potts y la Dora Milaje a arrestar a Killmonger, pero descubre que desapareció debido a que el Vigilante lo reclutó para ayudar a luchar contra un Ultrón alternativo.
- En Eyes of Wakanda (2025), Wakanda se representa en diferentes líneas temporales. El 1 de febrero de 2021, se anunció que una serie de televisión ambientada en Wakanda estaba en desarrollo para Disney+ con Ryan Coogler involucrado a través de su compañía, Proximity Media.[39]En 2023, Disney anunció el nombre del proyecto, Eyes of Wakanda, que narrará las historias de los ancestros de T'Challa y Shuri.[40]

### Cine

#### Animación
- Wakanda aparece en la película animada directo-a-DVD, Ultimate Avengers 2 como una ubicación central y el punto focal para la invasión Chitauri. Aquí, el país se presenta como extremo nación aislacionista que considera a todos los extranjeros como enemigos.
- Wakanda aparece en Lego Marvel Super Heroes - Black Panther: Trouble en Wakanda.[41]

#### Marvel Cinematic Universe
- En el UCM, Wakanda se muestra brevemente en un mapa en Iron Man 2 (2010) y se menciona en Avengers: Age of Ultron (2015) como la nación fuente de vibranium, y es retratado por primera vez en la escena final de Capitán América: Civil War (2016), donde Steve Rogers se refugia con Bucky Barnes. La película también introduce a Pantera Negra al UCM, por delante de una película en solitario. En Civil War, T'Challa y su padre se muestran juntos conversando en el idioma xhosa. Para Civil War, Pantera Negra como el actor Chadwick Boseman utiliza un acento regional en función de dónde sería Wakanda. Él hizo una gran investigación sobre los aspectos más culturales del personaje. A pesar de que es una cultura de ficción, él calculó en maneras de atar, ser en la cultura africana real.[42] La película Black Panther, además, estableció que, de acuerdo con esta ubicación del mapa, es un país sin salida al mar en las montañas centrales, lejos de las costas. Las montañas y junglas impenetrables alrededor de sus fronteras han ayudado a Wakanda a aislarse de los forasteros. Internamente, Wakanda se compone de exuberantes valles fluviales, cadenas montañosas ricas en recursos naturales y una fabulosa ciudad capital que integra la tecnología de la era espacial con los diseños tradicionales.
- Wakanda aparece prominentemente en la película Black Panther, que amplía aún más sus antecedentes y cultura. La película establece que, como en los cómics, la súper fuerza de Pantera Negra proviene del consumo de la "hierba en forma de corazón", afirmando que es la vegetación local la que fue mutada durante millones de años de exposición al Vibranium. Wakanda se compone de cinco tribus, cuatro de las cuales se unieron bajo el gobierno de la primera Pantera Negra hace 10,000 años. Como en los cómics, las cuatro tribus (tribu River, the Mining, Merchant y Border[43]) adoran a Bast, el dios pantera, entre otros, y también tienen una fuerte tradición espiritual de adoración de antepasados. La quinta tribu son los Jabari, que siguen el culto al gorila blanco (del dios Hanuman): son tradicionalistas acérrimos que viven aislados en las montañas. Si bien se lo considera parte de Wakanda, el dominio de la Pantera Negra sobre Jabari es tenue; durante la película, su líder M'Baku rechaza a T'Challa como un digno heredero del trono durante su coronación, y lo desafía a un combate ceremonial para reclamarlo por sí mismo. Los señores de cada tribu se sientan en los consejos del rey, y después de que la tribu montañesa asiste a T'Challa en su derrocamiento del usurpador, N'Jadaka/Erik Kilmonger, para recuperar el trono, a M'Baku también se le otorga un asiento en ese consejo en reconocimiento a su lealtad. Las cuatro tribus principales de Wakanda hablan en un idioma Xhosa, mientras que los Jabari hablan un dialecto Yoruba. La secuencia animada de apertura explica que Wakanda era consciente de que el mundo exterior se estaba volviendo cada vez más caótico, a través de las diversas atrocidades de la historia como el comercio de esclavos en el Atlántico, la colonización de África por las potencias europeas, la Primera Guerra Mundial y la Segunda Guerra Mundial. Sin embargo, las Panteras Negras del pasado se dedicaron a defender su propio país y no interfirieron, sino que optaron por esconder a Wakanda del mundo, temiendo que si se involucraban y se revelaban, eventualmente conduciría a los forasteros a intentar invadir a Wakanda. Wakanda se hace pasar por una pequeña y pobre nación del Tercer Mundo de humildes pastores, utilizando una avanzada proyección holográfica alrededor de sus fronteras para ocultar la avanzada civilización tecnológica del interior. Una tensión central de la narrativa de la película es que el nuevo Black Panther, T'Challa, se debate entre su lealtad para ocultar y defender a Wakanda como su rey, y su propia conciencia para ayudar al mundo vacilante más allá de sus fronteras. Erik Killmonger luego llega a Wakanda para intentar tomar el trono, lo que refleja el deseo de T'Challa de acabar con Wakanda. Es aislacionista, pero conquistando el mundo exterior utilizando las avanzadas tecnologías y armas de Wakanda. En última instancia, T'Challa derrota a Killmonger y decide revelar la verdadera naturaleza de Wakanda al mundo durante un discurso en las Naciones Unidas. La popularidad de la película llevó a una tendencia entre atletas y celebridades de todo el mundo a lanzar el saludo de "Wakanda por Siempre" después de sus victorias.[44] El director Ryan Coogler declaró que su representación de Wakanda estaba inspirada en el reino sudafricano de Lesoto.[14][15] Las mantas de Basotho también se hicieron más conocidas como resultado de la película y su base en Lesoto.[45]
- Wakanda aparece en la película Avengers: Infinity War (2018). Rogers, Natasha Romanoff, Sam Wilson, James Rhodes, Bruce Banner, Wanda Maximoff y Visión viajan a Wakanda para que la ciencia avanzada del país pueda eliminar la Gema de la Mente de Visión sin matarlo. Cuando los Outriders atacan Wakanda, los Vengadores unen fuerzas con el ejército de Wakanda para luchar contra ellos. A pesar de la ayuda de Thor, Rocket Raccoon y Groot, Thanos llega a Wakanda y puede reclamar la Gema de la Mente, completando el Guantelete del Infinito. Luego elimina la mitad de la población del universo, incluidos T'Challa y varios Wakandans. M'Baku y Okoye sobreviven al Snap, junto a Rogers, Thor, Banner, Romanoff, Rhodes y Rocket.
- Wakanda también aparece en Avengers: Endgame (2019).[46] La ciudad de Wakanda lleva a cabo una celebración nocturna por el regreso de las víctimas.
- Wakanda también aparecerá en la película Black Panther: Wakanda Forever, que se estrenará el 8 de julio de 2022.[47] Es atacada por Namor y su ejército.
- Wakanda, fuera del entorno Marvel, se nombra varias veces en la película española Gente pez cuando el personaje interpretado por David Tenreiro se inventa que ha estado de misionero en dicho país para que el vecino interpretado por Manuel Manquiña crea que es un inquilino decente y preocupado por las etnias desfavorecidas.

### Web
En 2016, Wakanda aparece en el cortometraje Black Panther en ... The Visitor lanzado por Disney XD en el canal de YouTube.

### Videojuegos
- Wakanda aparece como una ubicación en Marvel: Ultimate Alliance 2. Cuando los nanites de control comienzan a infectar al mundo, Wakanda es una de sus víctimas cuando The Fold absorbe algunos mercenarios en sus filas. Después de eliminar a Havok, A-Bomb y Justicia, los héroes se dirigen al palacio de Pantera Negra, donde descubren que Nick Fury ha sido víctima de los nano controles. Terminan derrotando a los Wakandans absorbidos por la mitad liderados por Duende Verde y Venom III. Cuando Duende Verde y Venom III son sometidos, el palacio de la Pantera Negra sirve como centro de operaciones ya que la Torre Stark ha caído bajo el control de The Fold (y los nanites no pueden comprender los archivos de Fury en Wakanda). Cuando los héroes luchan contra Tinkerer en la Repeater Tower en Islandia, Wakanda está siendo atacado por The Fold hasta que se desata la señal de interferencia, neutralizando así los nanites y salvando al mundo.
- Wakanda hace un cameo en el final de Tormenta en Marvel vs. Capcom 3: Fate of Two Worlds. Ella y Pantera Negra supervisan la tierra mientras discuten si la humanidad merece la pena o no, lo que con la discriminación de mutantes aún es muy común.
- Wakanda aparece en Marvel Heroes. Los jugadores deben intentar derrotar a Hombre Mono en un nivel llamado "Vibranium Mines" para evitar que él y sus seguidores extraigan el Vibranium.
- Se hace referencia a Wakanda en Lego Marvel Super Heroes. En los créditos medios, Pantera Negra le dice a Nick Fury que la gente de Wakanda le agradece por haber frustrado el ataque de Loki y Galactus.
- Wakanda aparece como escenario en Disney Infinity 3.0.[49]
- Wakanda aparece como escenario en Marvel vs. Capcom Infinite, se fusionó con Val Habar de Monster Hunter 4 para convertirse en Valkanda.[50]
- Wakanda aparece en Lego Marvel Super Heroes 2. Aparece como una de las ubicaciones que Kang el Conquistador usa para crear Chronopolis. Los héroes visitan Wakanda, donde ayudan a Pantera Negra a lidiar con un atraco de Vibranium supervisado por Klaw, Man-Ape y Hydra Four. También aparece en el DLC "Black Panther" que no está conectado a la película UCM.[51]
- La embajada wakandana aparece en Spider-Man. Aparece como uno de los tokens de hito. En esta continuidad, la embajada de Wakanda está ubicada cerca del edificio de las Naciones Unidas.
- Wakanda es un escenario en Marvel Contest of Champions.